# 红旗

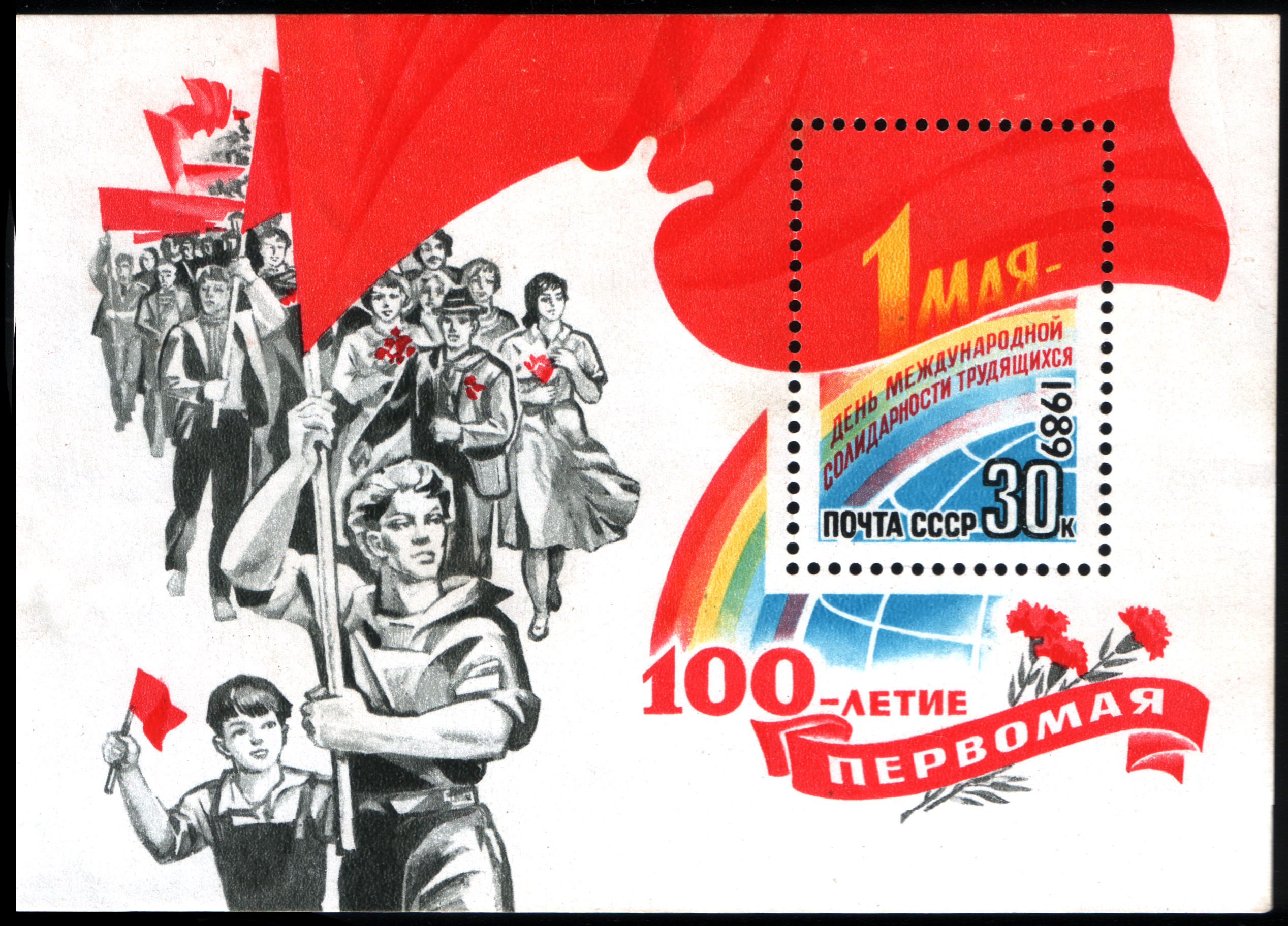
纯红色旗帜常在社会主义和共产主义的集会上使用，特别在五一节上

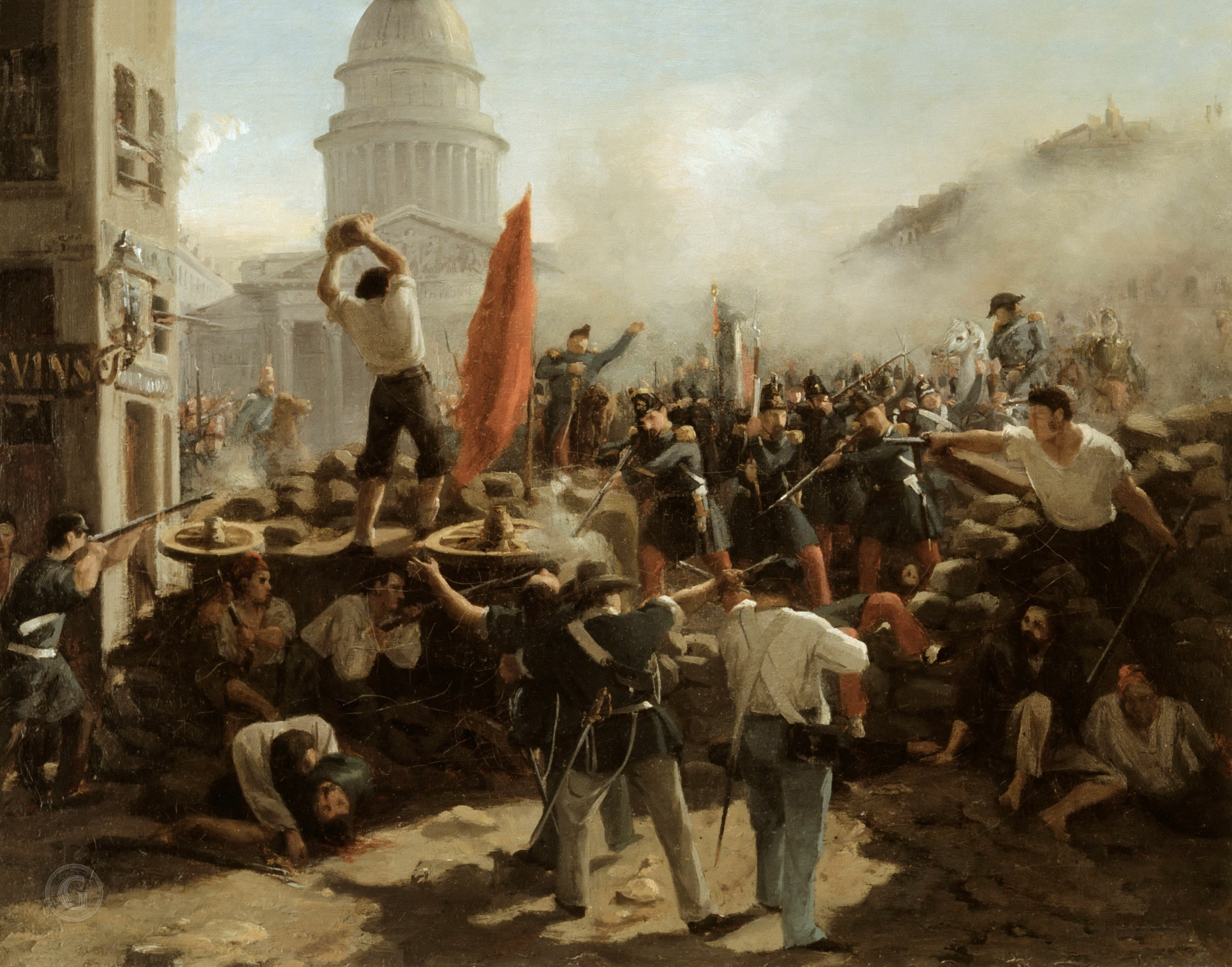
1848年革命时期使用的红旗

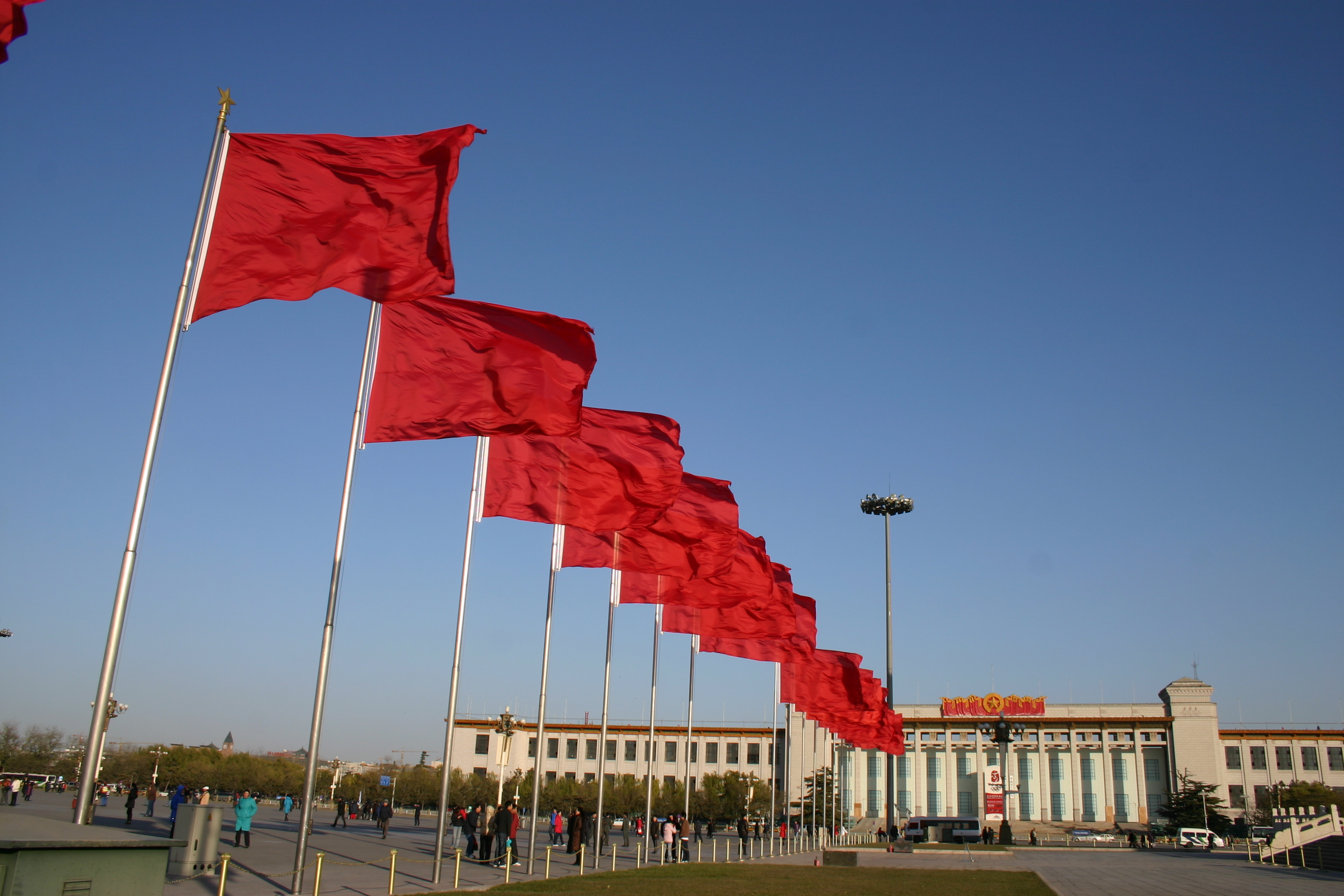
中国国家博物馆前的红旗

红旗意即紅色的旗帜，通常是警告、进攻，戒严的信號或革命以及左翼政治的標誌。
红旗通常在政治上是社会主义或共产主义的象征，或在广义上代表左翼。其与左翼政治的联系是从法国大革命开始的。在1848年革命中社会主义者们将红旗定为他们的标志，随着1871年巴黎公社中的使用，红旗逐渐成为了共产主义的象征。在一些社会主义国家，例如苏联、中国和越南的国旗亦受到红旗的影响。
一些国家曾使用纯红色旗帜作为国旗，如匈牙利苏维埃共和国、巴伐利亚苏维埃共和国、巴林（1820年以前）、摩洛哥（1600至1915年）、桑给巴尔（1896年8月27日到1963年12月10日）、也门穆塔瓦基利亚王国等。

## 历史
在15世纪时，红旗被作为挑战用的旗子，通常在被围困的城市或城堡中升起，表明其不投降的立场。 根据《百科全书：或，艺术与科学通用字典》，红旗是反抗与战斗的信号。

苏联国旗。红色象征革命，锤子象征工人，镰刀代表农民，红星象征苏联共产党
中华人民共和国国旗。红色象征革命，大五角星代表中国共产党，小五角星代表工人阶级、农民、小资产阶级、民族资产阶级
越南社会主义共和国国旗。红色象征革命，五角星象征知识分子、农民、工人、商人和军人

## 图册

### 国家和地区
现行旗帜
|  | 1924年6月30日        | 中華民國國旗       | 紅底，左上角為青天白日旗，所以又稱為青天白日滿地紅旗。                               |
|  | 1949年10月1日        | 中华人民共和国国旗 | 红底，左上角为五颗五角星，所以又稱為五星紅旗。                                       |
|  | 1997年7月1日         | 香港特别行政区区旗 | 红底，中央有一个五瓣花蕊的白色洋紫荆图案。                                           |
|  | 1955年11月30日       | 越南国旗           | 红底，中央黄星的旗帜。因此称之为金星红旗。                                           |
|  | 1936年6月5日         | 土耳其国旗         | 红底，中间的白色新月与五角星。                                                       |
|  | 1999年7月3日         | 突尼斯国旗         | 红底，中间的白色标志代表新月抱星。国旗样式参考土耳其国旗。                           |
|  | 1992年4月7日         | 阿尔巴尼亚国旗     | 红底，中央黑双头鹰的旗帜。                                                           |
|  | 1956年3月2日         | 摩洛哥国旗         | 红底，中央一颗绿色五角星                                                             |
|  | 1889年12月12日       | 瑞士国旗           | 红底，中央白十字的旗帜。                                                             |
|  | 1992年3月3日         | 吉尔吉斯斯坦国旗   | 红底，中央黄色太阳的旗帜。                                                           |
|  | 2002年2月17日        | 巴林国旗           | 红底为主，白红二色纵旗，白红边界为五个锯齿。                                         |
|  | 2002年5月20日        | 东帝汶国旗         | 红底，左侧有两个互相重叠的三角形，黑色三角形的中心有一颗指向国旗左上角的白色五角星。 |
|  | 2004年7月13日        | 黑山国旗           | 红底，四周围以金色边框，中间为国徽，即双头鹰标志。                                   |
|  | 2000年7月25日        | 德涅斯特河沿岸国旗 | 红底，中间为绿色条纹，左上角有锤子和镰刀与镂空五角星。                               |
|  | 1995年6月7日         | 白俄罗斯国旗       | 红底，为红绿二色二条横旗，绿条较窄，左侧为花纹。                                     |
|  | 1875年11月4日        | 汤加国旗           | 红底，在左上角有一个白色长方形，而长方形内则有一个红色十字的旗帜。                   |
|  | 1949年2月24日        | 萨摩亚国旗         | 红底，左上角蓝色长方形内有白色南方十字星的旗帜。                                     |
|  | 1893年5月1日正式订定 | 丹麦国旗           | 红底，长方形内有白色北欧十字的旗帜。                                                 |

历史旗帜
|  | 1871年3月18日               | 巴黎公社国旗         | 为一面纯红色的旗帜。                                               |
|  | 1923年11月12日 （最初版本） | 苏联国旗             | 红底，左上角为锤子与镰刀及一颗五角星。该旗帜亦为苏联共产党的党旗。 |
|  | 1935年-1945年               | 纳粹德国国旗         | 红底，中央为一个白色圆圈内置入45度倾斜的黑“卐”字旗帜。             |
|  | 1975年4月17日-1979年        | 民主柬埔寨国旗       | 红底，中央为一个抽象吴哥窟的旗帜。                                 |
|  | 1934年                      | 中华苏维埃共和国国旗 | 红底，中央为中华苏维埃共和国国徽的旗帜。                           |
|  | 1970年-1991年               | 刚果人民共和国国旗   | 红底，左上角为刚果人民共和国国徽的旗帜。                           |
|  | 1855年-1916年               | 泰王国国旗           | 红底，白象旗，民间用旗。                                           |
|  | 1916年-1917年               | 泰王国国旗           | 红底，中间图案为祭坛白象的旗帜。                                   |
|  | 1948年—1974年               | 緬甸国旗             | 红底，左上角為五顆白色五角星圍繞一顆白色大五角星的旗帜。           |
|  | 1974年—2010年               | 緬甸国旗             | 红底，左上角為十四顆白色小五角星圍繞一個帶齒輪稻穗的旗帜。         |

### 政党
现行旗帜
|  | 1996年9月21日  | 中国共产党党旗       | 锤子与镰刀，中国共产党党旗上的党徽跟苏联共产党所用的大体一致，只是图案更显匀称，镰刀手把更短、更圆。            |
|  | 1930年2月3日   | 越南共产党党旗       | 锤子与镰刀，将镰刀与锤子置于党旗正中央。                                                                        |
|  | 1955年3月22日  | 老挝人民革命党党旗   | 锤子与镰刀，将镰刀与锤子置于党旗正中央。                                                                        |
|  | 1949年6月30日  | 朝鲜劳动党党旗       | 锤子与镰刀，锤子、镰刀、毛笔，分别象征工人、农民、知识分子                                                      |
|  | 1927年12月25日 | 越南国民党党旗       | 红底，中央为一内有黄色五角星的蓝色圆圈的旗帜。                                                                  |
|  | 1993年2月14日  | 俄罗斯联邦共产党党旗 | 党旗将镰刀与锤子置于党旗正中央的书本形徽章中。且镰刀与锤子的样式更接近1918年-1920年苏维埃俄国早期国徽上的样式。 |
|  | 1991年1月6日   | 尼泊尔共产党党旗     | 将镰刀与锤子放在党旗左上角，与中共党旗相似。此旗帜沿用自尼泊尔共产党（联合马列）。                              |
|  | 1989年         | 佤邦聯合黨党旗       | |
|  | 2020年         | 缅甸民族正义党党旗   | |

历史旗帜
|  | 1918年12月30日-1972年 | 德国共产党党旗               | 红五星边框包围着锤子与镰刀，为红旗。                                     |
|  | 2014年10月8日         | 顿涅茨克人民共和国共产党党旗 | 基于1936年版本的苏联国旗设计。为顿涅茨克人民共和国的共产主义政党的旗帜。 |

### 军旗
现行旗帜
|  | 1949年6月15日  | 中国人民解放军军旗             | 红底，左上角黄星及“八一”字样的旗帜。                                                         |
|  | 約1931年       | 中华民国陆军旗                 | 原为中华民国国旗草案之一，1934年开始正式成为中华民国陆军旗。                                 |
|  | 1944年12月22日 | 越南人民军军旗                 | 红底，中央黄星的旗帜。左上角文字为越南语“决胜”(Quyết thắng) 二字。                           |
|  | 1954年         | 日本陆上自卫队旗和海上自卫队旗 | 带有红日和旭日光芒图案的一种旗帜，为原旭日旗变体。                                           |
|  | 1948年2月8日   | 朝鲜人民军军旗                 | 朝鮮人民軍軍旗外觀与朝鲜国旗类似，红地，带有朝鲜国徽，上书“为了祖国的统一和人民的自由”（조국의통립과 인민을위하여）。 |
|  | 1948年8月15日  | 大韩民国国军旗                 |                                                                                              |
|  | 1775年11月10日 | 美国海军陆战队军旗             |                                                                                              |
|  | 1989年         | 緬甸民族民主同盟軍军旗         |                                                                                              |

历史旗帜
|  | 1907年8月     | 十八星旗及十九星旗                                   | 原十八星旗为清末期革命团体共進會会旗。十九星旗曾于1912-1928年间为中华民国陆军旗。 |
|  | 1870年5月15日 | 大日本帝国陆军联队旗和大日本帝国海军军舰旗（旭日旗） | 带有红日和旭日光芒图案的一种旗帜，是原日本陆军和日本海军所采用的军旗。            |

### 其他
|  | 1945年4月30日 | 胜利旗       | 二战时期苏联红军插在德国国会大厦之上的旗帜，现今多在俄罗斯等前苏联国家举行的卫国战争纪念活动上使用。 |
|  |               | 香港海灘紅旗 | 表示在該海灘游泳會有危險，多用於風高浪急、紅潮或受污染時。                                           |
|  |               | 賽車紅旗     | 表示比赛暂停。所有车辆都必须停在赛道上或者返回维修站。更嚴重時需要即時腰斬比賽。                     |